# سایشی
همخوان سایشی (به انگلیسی: Fricative consonant) نامی برای دسته‌بندی روش ساخت آوای یک همخوان است. در تولید یک همخوان سایشی با نزدیک شدن اندامهای گفتار به یکدیگر، شکافی باریک در مجرای گفتار شکل می‌گیرد که جریان هوا به دشواری از میان این شکاف گذشته و با ساییدگی (سایش) هوا با اندام‌های گفتار همخوان سایشی تولید شود. آشفتگی هوا در پشت این شکاف، صدای هیس مانندی تولید می‌کند که از مشخصه‌های همخوان‌های سایشی است. این صدای هیس‌مانند، در واج‌های بی‌واک بهتر از واک‌دارها شنیده می‌شود؛ زیرا در واج‌های واکدار، جریان هوا پیش از رسیدن به واجگاه باید از میان تارآواها عبور کند؛ از همین رو میزان هوایی که در پشت شکاف باریک واج‌های سایشی است، بسیار کمتر از واج‌های بیواک است. از سوی دیگر، لرزش تارآواها نیز بخشی از این صدای هیس‌مانند را می‌پوشاند. سایشی‌های کاربردی در زبان‌های گوناگون اینهایند: /f/, /v/, /s/, /z/, /θ/, /ð/, /X/ و /ɤ/.
بخش‌بندی‌های گوناگونی می‌توان از همخوان‌های سایشی نشان داد. یکی از این دسته‌بندی‌ها برپایه گونه شکاف است که می‌تواند تخت یا شیاردار باشد؛ برای نمونه در ساخت آوای /s/ (مانند سین در فارسی) حالت زبان شیاردار و در ساخت آوای /θ/ (مانند ثاء در عربی) حالت زبان تخت است.
صفیری (سوت‌دار) نام پوششی‌ایست که به سایشی‌هایی نظیر /s/ و /ʃ/ (ش) گفته می‌شود. ویژگی آواهای صفیری اینست که کانالی که برای ساخت آوا درست می‌کنند دندانی، لثوی یا پشت‌لثوی است؛ از همین رو، فشار هوا شتاب گرفته و بسوی لبهٔ دندانها رانده می‌شود و صدای سوت‌مانندی دارد. آواهایی که دارای ویژگی صفیری هستند اینها هستند: /f/, /v/, /s/, /z/, /ʃ/, /ʒ/, /tʃ/, /dʒ/. سایشی‌هایی که دارای این ویژگی نیستند غیرصفیری نامیده می‌شوند.

## نمونه‌ها
همخوان های سایشی لثوی، دهانی، بیواک و واکدار
توصیف: اندامهای سازنده این دو همخوان، زبان و لثه بالاست. بدین ترتیب که: تیغه زبان به طرف لثه بلند می شود و در فاصله بسیار کمی از آن قرار می گیرد؛ کناره های زبان به دیواره دندانهای کناری بالا می چسبد به طوری که امکان قرار هوا از دو طرف زبان وجود ندارد؛ فشار جریان هوا هنگام عبور از گذرگاه تنگ موجب سایش آن به جدار مجرا می گردد. آوای /s/ بیواک و آوای /z/ واکدار می باشد. 
در خط، زبان فارسی آوای /s/ را به صورت های س، ص، ث نشان می دهد، در حالی که در زبان عربی تنها به شکل س نمود پیدا می کند. همچنین زبان فارسی برای نشان دادن آوای /z/ از اشکال ز، ذ، ض، ظ استفاده می کند و زبان عربی تنها از حرف ز بهره می جوید.
/š/ همخوان سایشی، لثوی-کامی، دهانی، بیواک
توصیف: گذرگاه تنگ برای عبور هوا به وسیله زبان و قسمت جلویی کام ساخته می شود. بدین ترتیب که: جلوی زبان بالا می رود.تیغه زبان و قسمت ابتدایی جلوی زبان در برابر قسمت عقبی لثه و قسمت ابتدایی کام قرار می گیرد. اطراف زبان روی دیواره دندانهای بالا محکم می چسبد. نرمکام در موقعیت بالا قرار گرفته، عبور هوا را از راه بینی غیرممکن می سازد. هوا با فشار از این گذرگاه تنگ گذشته، تولید سایش می کند. این آوا بیواک می باشد.
/f/ همخوان سایشی، لب و دندانی، دهانی، بیواک
توصیف:  اندامهای سازنده این همخوان لب پایین و دندانهای بالا هستند، بدین ترتیب که: لبه دندانهای پیشین بالا به نرمی روی لبه داخلی لب پایین قرار می گیرد. نرمکام راه عبور هوا از طریق بینی را مسدود می کند. هوا با فشار از بین بریدگیهای دندانها ، و نیز بخشی از آن از لای دندانها، و لب پایین به بیرون می رود. این همخوان بیواک می باشد.
/x/ همخوان سایشی، ملازی، دهانی، بیواک
توصیف: اندامهای تولید کننده این همخوان، انتهایی ترین قسمت عقب زبان و قسمت پایانی نرمکام هستند. عقب زبان که رو به روی زبان کوچک قرار دارد بالا رفته در مقابل نرمکام و در فاصله کمی از آن قرار می گیرد و بدین طریق مجرایی تنگ برای گذر هوا پدید می آید، نرمکام در موقعیت بالا قرار گرفته راه عبور هوا از طریق بینی بسته می شود. جریان هوا با فشار از مجرای تنگ عبور نموده سایش تولید می کند، گاهی شدت فشار هوا موجب لرزش زبان کوچک می گردد، این ارتعاش به شکل چسبیدن زبان کوچک به عقب زبان و رها شدن آن به طور پیاپی و سریع انجام می شود. این همخوان بیواک است.  
/h/ همخوان سایشی، چاکنایی، دهانی، بیواک
توصیف:   اعضای تولید کننده همخوان فوق تار آواها هستند. بدین ترتیب که لبه دو اندام مذکور به یکدیگر نزدیک شده در فاصله اندکی از هم قرار می گیرند به گونه ای که چاکنای به صورت یک شکاف در می آید، نرمکام به بالا کشیده می شود و راه عبور هوا از طریق بینی مسدود می گردد. هوا هنگام عبور از مجرای تنگ چاکنای سایش ایجاد می کند. این همخوان بیواک می باشد.
در زبان فارسی از نشان های ه، ح برای این آوا استفاده می شود.

## واجْهایِ صَفیری
- [s] صفیری پیشین بی‌واک
- [z] صفیری پیشین واک‌دار
- [θ] صفیری دندانی بی‌واک
- [ð] صفیری دندانی واک‌دار
- [ʃ] صفیری پشت لثوی (لثوی-کامی) بی‌واک
- [ʒ] صفیری پشت لثوی (لثوی-کامی) واک‌دار
- [ʂ] صفیری برگشته بی‌واک
- [ʐ] صفیری برگشته واک‌دار
- [tʃ] صفیری لثوی-کامی بی‌واک (انسدادی)
- [dʒ] صفیری لثوی-کامی واک‌دار (انسدادی)

## همخوان‌های سایشی در زبان فارسی
زبان فارسی دارای ۸ همخوان سایشی است که عبارتند از:
- [f] لبی‌دندانی سایشی بی‌واک
- [v] لبی‌دندانی سایشی واکدار
- [s] لثوی سایشی بی‌واک
- [z] لثوی سایشی واکدار
- [ʃ] لثوی-کامی سایشی بی‌واک
- [ʒ] لثوی-کامی سایشی واکدار
- [x] ملازی سایشی بی‌واک
- [h] چاکنایی سایشی بی‌واک[۷]